# Arte y anatomía
El arte y la anatomía durante los últimos 500 años, La ciencia de la anatomía, el estudio de la estructura del cuerpo humano, y el arte de la ilustración anatómica se han desarrollado paralelamente. Artistas y médicos han combinado sus esfuerzos para producir representaciones visuales de los músculos, huesos, nervios y otras estructuras que forman el cuerpo. El principal objetivo de esas imágenes ha sido ayudar a enseñar anatomía a los estudiantes de medicina, descubriendo y explicando el complejo conjunto de tejidos y órganos que se encuentran en el cuerpo, tanto vivo como muerto. Sin embargo, la belleza de muchas ilustraciones y esculturas les dan un atractivo añadido.

## Creencias tempranas de la Anatomía
Hasta el renacimiento se creía que la anatomía durante los siglos XIV Y XVI, el arte anatómico era plano y esquemático, más cercano al mito y a las astrología que a la realidad. El conocimiento del cuerpo seguía enraizado firmemente en las enseñanzas antiguas, y en ocasiones poco precisas, del médico griego Galeno (c. 130 – 200).
Cuando en el renacimiento se permitió por fin la disección de los cuerpos, algunas personas empezaron a cuestionar el legado de Galeno.

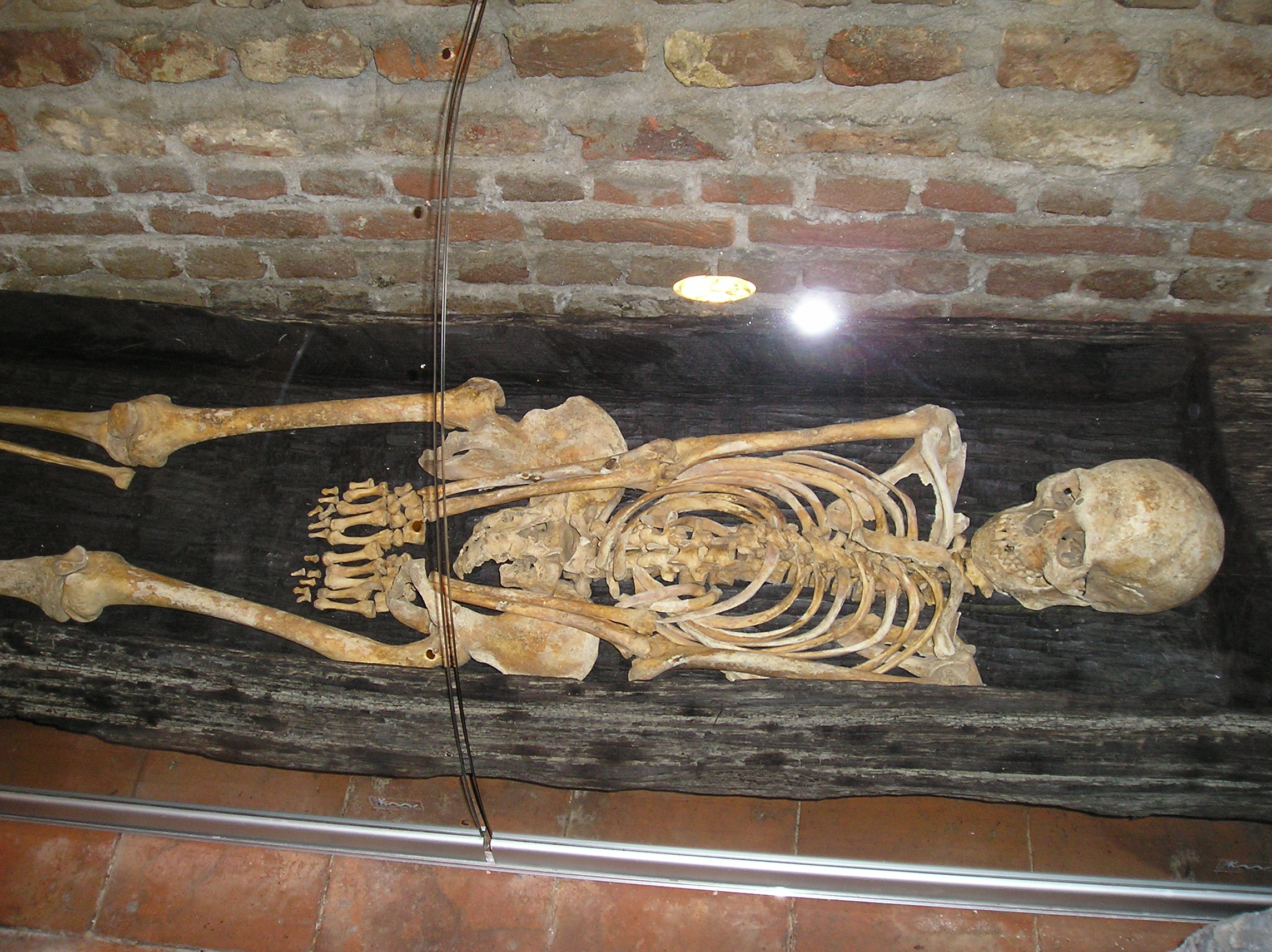
Disección donde se muestran los huesos.

## Búsqueda del realismo en la anatomía
Después de Andreas Vesalio, los artistas trataron de mostrar el cuerpo diseccionado con realismo para que se acercara más a la anatomía natural, como si aún estuviera vivo. Además de los suntuosos dibujos, se pusieron de moda los modelos de cera. Estos modelos daban a los estudiantes de medicina una visión tridimensional del cuerpo. Pero, a diferencia del cuerpo diseccionado, la escultura no se pudría ni apestaba, y se podía colorear para mostrar claramente los músculos y vasos sanguíneos

## Anatomía moderna
Algunos manuales de anatomía modernos aun usan la belleza artística para modificar una disección pura, para revelar la anatomía y las funciones. Sin embargo, el ilustrador médico dispone de nuevas herramientas. Los ordenadores pueden crear imágenes bi y tridimensional del cuerpo, sumando información o técnicas como la TC o RMI.